# الان لوراس
الان لوراس (بالإسبانية: Alan Loras) (4 يوليو 1986 بترينيداد، بوليفيا في بوليفيا - ) هو مدرب كرة قدم ولاعب كرة قدم بوليفي في مركز الدفاع. لعب مع نادي ديبورتيفو سان خوسي وUniversitario de Sucre ‏ وMunicipal Real Mamoré ‏.

## وصلات خارجية
- الان لوراس على موقع قاعدة بيانات كرة القدم.إي يو (الإنجليزية)
- الان لوراس على موقع Soccerway.com (الإنجليزية)
- الان لوراس على موقع AS.com (الإسبانية)